# 雪代縁
雪代 縁（ゆきしろ えにし）は、『るろうに剣心 -明治剣客浪漫譚-』に登場する架空の人物。

## プロフィール
- 身長：175cm（幼少時：130cm）
- 体重：68kg（幼少時：24kg）
- 出身地：東京府
- 生年月：安政2年（1855年）5月
- 星座：双子座
- 血液型：A
- 特技：中国語会話
- 趣味：死んだ姉との会話

## キャスト
声優
- 佐々木望（OVA『追憶編』『星霜編』）

俳優
- 新田真剣佑（実写映画版）
- 荒木飛羽（実写映画版・幼少期）

## 来歴・人物
緋村剣心の妻・雪代巴の実弟。一人称は「俺」（稀に「私」）。
江戸の武家の出身で、物心付く前に母親を亡くし、姉の巴を母親のように慕っている。剣心への復讐のため京都へ向かった巴の後を追い、闇乃武と関わりを持つ。巴の居場所を探し当て無事再会するも、彼女の心境が変化していたことにショックを受け、その場を立ち去る。その後、結界の森で起こった闇乃武との死闘の末、剣心の手によって巴へ下される悲劇の瞬間を偶然目撃。この時のショックと以降の辛酸で鳥羽伏見の戦いで剣心がその姿を目撃した時点では黒かった髪が真っ白になっていた。そこから、剣心との私闘が始まる。
その後、剣心を含む維新志士によって作られた新体制下の日本への反感から、東洋の魔都と言われた上海に少年の身で移り、地獄のような修羅場に身を投じる（原作漫画ではまともな食事にありつけず、人間の死体の肉を食べて食いつないでいたことが示唆されている）。やがて大陸で独自に発達した剣術・倭刀術を独学で習得。若年にして大陸経由の密造武器全てを取り仕切る上海闇社会の頂点にまで登り詰める。縁の率いる組織は世界最新鋭の兵器の数々や、志々雄一派に甲鉄艦・煉獄（外伝漫画『炎を統べる -るろうに剣心・裏幕-』における元の名前はPurugato-rium〈プルガート・リラム〉）を売り、艦隊すらも編成できるほど強力なものに成長を遂げていた。雪代縁個人としても、組織を純粋な力による統率を可能とするほどの絶大なる闘争力、圧倒的な剣術と身体能力、何より剣心への復讐心に裏打ちされた強靭な精神力を有する。それゆえに常時から精神が肉体を凌駕した状態にあり、肉体的な痛みを全く意に介さない。また、長年衰えなかった執念によって異常発達した神経による特異体質狂経脈への進化をも可能にし、人智を超えた戦闘能力を手に入れた（ただし左之助からは内心では絶大な実力を誇っていた志々雄と比較して「奴が志々雄以上とは思えねえ」と評価されているが、同時に剣心個人への尋常ではない憎悪や執念から、相手が剣心に限っては計り知れない力を発揮すると考えられている）。飛天御剣流奥義「天翔龍閃」を打ち破った作中唯一の人物である。上海生活が長く続いたため、日本語に独特の訛りが出る（原作漫画では語尾がカタカナ表記になっている）。
その後、日本へ帰国し剣心への「人誅」を計画する。一度は天翔龍閃をも破り、剣心に愛する者を奪われる苦しみを味わわせる「生き地獄（外印に作らせた薫の屍人形で死を偽装した）」へと突き落とさせた。薫を殺さなかった理由については「巴と同じ年頃の女性は殺せない」と語られており、拉致した薫の言動に怒って反射的に手を出した時は嘔吐し、傷一つつけることはなかった。だが剣心は人斬りの罪を償う答えを見つけて復活し、逆に「縁の中の巴」は笑顔を失ってゆく。剣心の復活を知った後、今度は「人誅」を完成させるべく殺すことを誓い、組織のボスという地位を黒星に譲る。最終決戦では狂経脈を発動し、剣心を一歩手前まで追い詰めるものの狂経脈の弱点を見破られ、強烈な高周波による音撃を鼓膜に撃ち込む「龍鳴閃」で平衡感覚を破壊される。満身創痍となった状態で、剣心の奥義「天翔龍閃」を狂経脈でさらに研ぎ澄まされた「虎伏絶刀勢」で迎え撃つも敗北。腕の関節が外れ、胸中で姉に助けを求めるが「縁の中の巴」はもう笑っておらず、手放した倭刀も粉々に砕かれ敗れる。
直後、呉黒星の凶弾から薫の命を救い、激昂の余り黒星を殺害しようとするが、剣心から薫を守ってくれたことに感謝の言葉をかけられ、戦意喪失。警察に逮捕・連行される。その時に薫から、巴が15年前の出来事の真相や、自分の真意などを綴った日記帳を受け取る。後に警察から脱走し、その際に自分の実父（オイボレ）と再会する。実父（オイボレ）からは「いつか剣心のようにここから巣立っていくはず」と立ち直れることを示唆する言葉をかけられた。
『明日郎 前科アリ（異聞）』ではラストシーンで姿を見せているが、顔ははっきりと映っていない。
アニメではOVAシリーズの『追憶編』と『星霜編』に登場。上海マフィアのボスという設定は触れられず、剣心への人誅も自身単独で行い、人誅も廃人化させる生き地獄ではなく、最初から殺すことを目的に戦った。原作同様、薫を助けに来た剣心との決戦の末に敗北するが、勝者であるはずの剣心から、自分を殺すことで本当に縁の笑顔が戻るのならば、と生殺の権利を委ねられる。復讐心に任せ剣心の命を奪い遂に人誅を成し遂げようとするが、割って入った剣心を守ろうとする薫に巴の姿を重ねて動揺し、人誅を断念した。剣心のことを完全に許したわけではないが、彼の闘いの人生を見届けることを言い残して、どこかに去っていった。

## 倭刀
詳しくは倭刀（ワトウ）を参照。
拵えは大陸風だが、刀身は日本刀。かなりの長物で、室町時代中期以降定番となった打刀ではなく、前期まで主流だった太刀の方であるとしている。

### 倭刀術
倭刀術（ワトウじゅつ）は、日本の剣術をもとに大陸で独自に発達した剣術。日本剣術の速さと日本刀の切れ味に加え、大陸発祥の破壊力ある体術としなやかな動きを取り入れることで、刀の斬撃に技ごとに異なる何らかの勢い（衝撃）を上乗せして攻撃する。縁のものは書籍『単刀法選』を元に独学で得た技術のため、我流交じりのものになっている。また、飛天御剣流のほとんどの技を封殺するほど相性が良い性質を持つ。実写映画版では技名も含め登場していない。
蹴撃刀勢（シュウゲキトウセイ）
跳躍と同時に斬り上げた刀の峰を蹴り、足刀の威力をのせて斬撃の威力を倍加させる。
回刺刀勢（カイシトウセイ）
敵の斬撃を柄尻で受け流し、その勢いを利用して体を半回転、その勢いをのせたまま相手を突く。
朝天刀勢（チョウテントウセイ）
刀を地面に立て、柄尻を踏み台に跳躍し、柄に付いている紐で刀を振り上げる。足場の悪い場所（劇中では砂浜）では使えない。
掌破刀勢（ショウハトウセイ）
掌から刀を押し出し、掌打の勢いをのせた剣撃を敵の真上から斬り下ろす。
轟墜刀勢（ゴウツイトウセイ）
敵に刀を刺した後、力まかせにそのまま相手を高く持ち上げ、落下重力を乗せて地面に叩きつける技。
疾空刀勢（シックウトウセイ）
跳躍の最高点で倭刀の重さと、倭刀を振ることで生まれる反動を利用してさらに加速し、空中疾走をしながら敵に向かって突進する技。荷重のかかる剛刀としなやかな筋力があって初めて可能となる。
この技の前では「龍槌閃」は撃つ前に下から迎撃され、「龍翔閃」で下から攻撃しても空中へ押し上げてしまい、再度この技の発動で上から迎撃される。
戰嵐刀勢（センラントウセイ）
足を軸に回転を繰り返し、その遠心力を利用して連続斬りを放つ。虎伏絶刀勢と似た構えに見えるが、こちらは刀を右手で順手に持つ。
飛天御剣流「九頭龍閃」の神速による9方向同時攻撃を、全て相殺するほどの連撃速度を誇り、「龍巻閃」系統もこの速度の前では返しきれない。
虎伏絶刀勢（コフクゼットウセイ）
倭刀術絶技。左手で刀を逆手に持ち、刀身を腕の背面につける独特の構えを持つ。超神速と言われる飛天御剣流奥義「天翔龍閃」を避けるほどの速さで、全身のバネを使い大地に全力で深く沈み込み、敵の攻撃を避けつつ刀を逆手から回転させ、大地から跳ね返される反動力を全て刀身に乗せたカウンター攻撃として斬り上げる斬撃を敵に放つ、縁最強の必殺技。
天翔ける龍と対立する地に伏す虎の名を冠し、相手の反撃を許さないほどの超神速で先の先を取る「天翔龍閃」に対して超神速で相手の攻撃をかわしてから反撃する後の先を取る性質を持ち、全てが「天翔龍閃」の対極に位置するような技。
不敗と言われていた飛天御剣流奥義「天翔龍閃」を打ち破った技。天翔龍閃が一撃目をかわされても衝撃によって押し出されて引き戻される周辺の空気の流れによって敵の反撃を封じる性質も持つのに対し、地に深く沈みこむ体勢を取る関係上それらの拘束力の影響に耐えやすく、天翔龍閃の二撃目が丸一回転してから放たれるのに対しこの技の斬撃は半回転で繰り出されるなど、技そのものも天翔龍閃に対して相性が良い性質を持っていた。
二戦目では剣心が迷いを振り切った万全の精神状態であったため、引き戻す真空が本来の威力を取り戻したことで刀を持った腕の関節が外れるほど引き寄せられて、攻撃体勢を保てず刀を手放して刀を砕かれた。

## 狂経脈
狂経脈（きょうけいみゃく）は、縁の特異体質であり、剣心に対する苛烈な憎しみにより、長年覚醒状態を保ったままで脳が活動し続けてきた結果、異常発達した各種神経のこと。常に神経が過敏に働いているわけではなく、縁の任意によってその力を発動する。発動した時は縁の顔を中心に太い神経のような模様が体表に浮かび上がる。実写映画版では登場していない。
その性質は純粋な反応速度の限界を超えた上昇。飛天御剣流が先読みによる行動を含めて神速を発揮しているのに対し、狂経脈は全身の神経の反応速度が異常なまでに高まることで、相手の行動を見てから動いても間に合うほどの、文字通り人智を超えた速さを実現し、瀬田宗次郎の超神速・縮地をも上回る速度（殺気を剥き出しにしても先読みが間に合わないほど）での動作が可能（『剣心華伝』には超々神速と記述されている）。身体能力も神経の異常発達に伴い上昇するようで、振り下ろした刃の衝撃が数メートル先の地点にまで到達し、海を割るほどであった。上海マフィアで側近だった呉黒星によると、通常時の縁なら、呉黒星を護衛する上海の裏社会では最強レベルの強さを誇る四つ子の武人「四神」が、四人同時に挑めば何とか互角に戦えるが、狂経脈を発動した縁には「四神」四人に上海マフィアの兵隊全員をまとめてぶつけても到底敵わないほどの脅威的な戦闘力となるとのこと。
だがその半面、痛覚などのマイナスとなる感覚までも倍化してしまう言わば“諸刃の剣”の側面も持っていた。ただ痛覚については、縁自身が最初から精神が肉体を凌駕している状態であったために、痛みを感じないため問題が無かった。だが、戦いの中で狂経脈の弱点を見つけ出した剣心から、通常の聴覚でも聴覚が麻痺するほどの強烈な高周波による音撃を鼓膜に撃ち込む「龍鳴閃」を受けての三半規管に多大なダメージを受け、まともに立つことが出来なくなった。
なお本人は剣心に対して自分が傷つくことも苦痛に苛まれることも何ら苦ではないと語っており、その理由について「俺に守るものは何もない。なぜなら俺の一番大事なもの（巴）は、もう奪われている!!」と断言している。

## 備考
- 完全版21巻でのキャラクターをリファインする企画「剣心再筆」では、剣心の噂を聞き、京都にどこからともなく現われ、東京へ戻った剣心を追っていくという設定になっている。表情は虚ろでボロボロの風体をしており、火が通ったり味のあったりする食べ物は全く胃に受け付けず、生きたねずみを丸かじりするなどまともな人としての生活を送っていない。もうロクに斬れなくなっている（剣心再筆での）巴の懐剣と対をなす刀で、柄尻を鷲掴みにして回転を加えつつ振るうという独特の刀捌きをする。純粋な戦闘力は志々雄や斎藤はおろか鵜堂刃衛にも及ばないという設定ながらも恐るべき復讐心から生まれる力で、四乃森蒼紫、斎藤一、相楽左之助と戦い、体の一部を犠牲にしながらも彼らを撃退する。体の一部を失うごとに戦闘力を削がれていくが、その都度に兇気と執念を増していき、最後に剣心と戦う。
- 花札の数値では「0」だが、作者によると例外として縁も二十点のメンバーと同格とのことである。
- 後に、『武装錬金』の早坂秋水は縁のリボーンとなったと作者は語っている。